# Nama torynophyllum
Nama torynophyllum är en strävbladig växtart som beskrevs av Jesse More Greenman. Nama torynophyllum ingår i släktet Nama och familjen strävbladiga växter. Inga underarter finns listade i Catalogue of Life.